# Gastón Cellerino
Gastón Andrés Javier Cellerino Grasso (Viedma, Río Negro, Argentina, 27 de junio de 1986) es un futbolista argentino que juega como delantero. Actualmente milita en el club U.D. Ourense, perteneciente a la Tercera División RFEF de España.

## Trayectoria
Comenzó jugando en clubes amateurs Villa Linch para partir a River Plate donde solo permaneció un año para volver a su ciudad natal, luego tendría un paso por las divisiones inferiores de Boca Juniors donde no llegaría a debutar profesionalmente partiendo al Deportivo Patagones. En el 2007 debutaría como profesional jugando por la Universidad San Martín del Perú donde anotaría su primer gol como profesional frente al Total Clean, ese mismo semestre lograría hacer historia en el club peruano logrando el Apertura, pero tras eso no llegaría a acuerdos económicos con su club y partiría a Uruguay a probarse en Peñarol donde tras dos semanas finalmente logra su fichaje.
En Peñarol no lograría jugar ningún minuto de manera oficial por lo cual finalizado el torneo parte al Rangers de Chile, club donde lograría su mejor desempeño sobre todo en el Clausura 2008 donde alcanzó dieciséis goles en dieciocho partidos y fue, junto con Néstor Bareiro, el goleador de la fase regular. Solo sería superado por Lucas Barrios, quien finalmente sería el goleador del torneo incluyendo los play-offs. Cabe mencionar que en este torneo anotó un golazo de chilena que realizó en el Estadio Fiscal de Talca ante Palestino, que incluso el árbitro del encuentro, Carlos Chandía, aplaudió.
A comienzos del 2009 clubes de Chile y Europa se pelean por sus servicios por lo cual termina partiendo a Italia para fichar por el SS Lazio aunque sorpresivamente termina fichando por el Livorno de la Serie B. En el club italiano logra ascender a la Serie A en su primer semestre, logrando jugar en la máxima categoría italiana para el segundo semestre de aquel año aunque no tendría la continuidad deseada por lo cual es cedido al Celta de Vigo de la Segunda División de España donde no tendría una buena temporada.
Para la temporada 2010/2011 regresa a al Livorno que nuevamente se encuentra disputando la Serie B. Finalizada la temporada se decide enviarlo a préstamo nuevamente siendo su destino el Santiago Wanderers de Chile pero cuando se tenía todo arreglado regresa a Argentina para fichar por Racing teniendo su primera experiencia en la Primera División de su país. Su paso por el fútbol argentino sería pobre acumulando solo dos partidos por lo cual al año siguiente parte a Unión La Calera de Chile donde retoma la continuidad y la senda goleadora pero todo se vería opacado al agredir en la última a fecha al jugador Mauricio Viana de Santiago Wanderers por la cual terminaría detenido debido al Plan Estadio Seguro.
En el 2013 debe regresar nuevamente al Livorno pese a tener una oferta del Alianza Lima que no se concretaría, en Italia, nuevamente conseguiría el ascenso a la Serie A, tras esto finalizaría su contrato y ficharía sorpresivamente por Santiago Wanderers.
El 17 de agosto de 2015 ficha por el New York Cosmos de la North American Soccer League. Apenas tres meses después, el equipo neoyorquino se alza con el campeonato de la NASL imponiéndose en la final al Ottawa Fury FC por 3-2, con un triplete.
El 28 de enero de 2016, el presidente de Bolívar, Marcelo Claure, anunció que Cellerino sería el nuevo refuerzo para Copa Libertadores, el torneo local, Copa Sudamericana y la recopa.
A Través de su cuenta oficial de Twitter, el 27 de junio de 2019 Deportes Temuco anunció que Cellerino reforzará al cuadro albiverde en su lucha por ascender a Primera División. Durante la pandemia del covid-19, el jugador se convierte en la cara visible del plantel del club, quienes tenían problemas respecto a sueldos impagos, estos problemas habrían catapultado su no renovación con el equipo albiverde a finales del 2020.
El 5 de abril del 2021 el S.C.D. Ligorna anuncia en su cuenta de Facebook la llegada del delantero Viedmense a su conjunto. Con dicha institución consigue el ascenso a Serie D
En agosto del 2021 se anuncia su llegada al club Rápidos de Bouzas, club perteneciente a la Tercera División de España.

## Estadísticas

### Clubes
| Universidad de San Martín · Perú | 1.ª           | 2007          | 14  | 4  | —  | — | — | — | 14  | 4  | 0.28 |
| Universidad de San Martín · Perú | Total club    | Total club    | 14  | 4  | 0  | 0 | 0 | 0 | 14  | 4  | 0.28 |
| Peñarol · Uruguay | 1.ª           | 2007-08       | —   | —  | —  | — | — | — | 0   | 0  | 0.00 |
| Peñarol · Uruguay | Total club    | Total club    | 0   | 0  | 0  | 0 | 0 | 0 | 0   | 0  | 0.00 |
| Rangers · Chile | 1.ª           | 2008          | 35  | 22 | 1  | 0 | — | — | 36  | 22 | 0.61 |
| Rangers · Chile | Total club    | Total club    | 35  | 22 | 1  | 0 | 0 | 0 | 36  | 22 | 0.61 |
| Livorno · Italia | 2.ª           | 2008-09       | 7   | 1  | —  | — | — | — | 7   | 1  | 0.14 |
| Livorno · Italia | 1.ª           | 2009-10       | 6   | 0  | 2  | 0 | — | — | 8   | 0  | 0.00 |
| Celta de Vigo · España | 2.ª           | 2009-10       | 12  | 1  | —  | — | — | — | 12  | 1  | 0.08 |
| Celta de Vigo · España | Total club    | Total club    | 12  | 1  | 0  | 0 | 0 | 0 | 12  | 1  | 0.28 |
| Livorno · Italia | 2.ª           | 2010-11       | 14  | 1  | 1  | 1 | — | — | 15  | 2  | 0.13 |
| Racing Argentina | 1.ª           | 2011-12       | 2   | 0  | —  | — | — | — | 2   | 0  | 0.00 |
| Racing Argentina | Total club    | Total club    | 2   | 0  | 0  | 0 | 0 | 0 | 2   | 0  | 0.00 |
| Unión La Calera · Chile | 1.ª           | 2012          | 24  | 11 | —  | — | — | — | 24  | 11 | 0.45 |
| Unión La Calera · Chile | Total club    | Total club    | 24  | 11 | 0  | 0 | 0 | 0 | 24  | 11 | 0.45 |
| Livorno · Italia | 2.ª           | 2012-13       | 3   | 0  | —  | — | — | — | 3   | 0  | 0.00 |
| Livorno · Italia | Total club    | Total club    | 30  | 2  | 3  | 1 | 0 | 0 | 33  | 3  | 0.09 |
| Santiago Wanderers · Chile | 1.ª           | 2013-14       | 26  | 8  | —  | — | — | — | 26  | 8  | 0.08 |
| Santiago Wanderers · Chile | 1.ª           | 2014-15       | 30  | 9  | 7  | 4 | — | — | 37  | 13 | 0.22 |
| Santiago Wanderers · Chile | Total club    | Total club    | 56  | 17 | 7  | 4 | 0 | 0 | 63  | 21 | 0.33 |
| New York Cosmos Estados Unidos | 2.ª           | 2015          | 10  | 5  | —  | — | — | — | 10  | 5  | 0.50 |
| New York Cosmos Estados Unidos | Total club    | Total club    | 10  | 5  | 0  | 0 | 0 | 0 | 10  | 5  | 0.50 |
| Bolívar · Bolivia | 1.ª           | 2015-16       | 16  | 4  | —  | — | 4 | 1 | 20  | 5  | 0.25 |
| Bolívar · Bolivia | 1.ª           | 2016-17       | 14  | 7  | —  | — | 5 | 2 | 19  | 9  | 0.47 |
| Bolívar · Bolivia | Total club    | Total club    | 30  | 11 | 0  | 0 | 9 | 3 | 39  | 14 | 0.36 |
| Felda United Malasia | 1.ª           | 2016-17       | 1   | 1  | —  | — | — | — | 1   | 1  | 1    |
| Felda United Malasia | Total club    | Total club    | 1   | 1  | 0  | 0 | 0 | 0 | 1   | 1  | 1    |
| Deportivo Pasto · Colombia | 1.ª           | 2017-18       | 10  | 2  | —  | — | — | — | 10  | 2  | 0.40 |
| Deportivo Pasto · Colombia | Total club    | Total club    | 10  | 2  | —  | — | — | — | 10  | 2  | 0.40 |
| RB Linense · España | 2ªB           | 2018-19       | 30  | 8  | —  | — | — | — | 30  | 8  | 0.27 |
| RB Linense · España | Total club    | Total club    | 30  | 8  | —  | — | — | — | 30  | 8  | 0.27 |
| Deportes Temuco · Chile | 1.ª           | 2019          | 12  | 3  | —  | — | — | — | 12  | 3  | 0.25 |
| Deportes Temuco · Chile | 1.ª           | 2020          | 7   | 2  | —  | — | — | — | 7   | 2  | 0.29 |
| Deportes Temuco · Chile | Total club    | Total club    | 19  | 5  | 0  | 0 | 0 | 0 | 19  | 5  | 0.26 |
| SC Ligorna 1922 · Italia | 5ª            | 2020-21       | 2   | 1  | —  | — | — | — | 2   | 1  | 0.5  |
| SC Ligorna 1922 · Italia | Total club    | Total club    | 2   | 1  | 0  | 0 | 0 | 0 | 2   | 1  | 0.5  |
| Rápido de Bouzas · España | 3ªRFF         | 2021-22       | 0   | 0  | —  | — | — | — | 0   | 0  |      |
| Rápido de Bouzas · España | Total club    | Total club    | 0   | 0  | 0  | 0 | 0 | 0 | 0   | 0  |      |
| Total carrera | Total carrera | Total carrera | 220 | 76 | 12 | 6 | 9 | 3 | 241 | 84 | 0.35 |
| (1) Incluye datos de Copa Chile y Copa Italia. (2) Incluye datos de Copa Libertadores y Copa Sudamericana. (3) No incluye goles en partidos amistosos. |               |               |     |    |    |   |   |   |     |    |      |

## Palmarés

### Campeonatos nacionales
| Título                 | Club                      | País           | Año  |
| ---------------------- | ------------------------- | -------------- | ---- |
| Torneo Descentralizado | Universidad de San Martín | Perú           | 2007 |
| Soccer Bowl            | New York Cosmos           | Estados Unidos | 2015 |